# Карлови Вари (окръг)
Окръг Карлови Вари (на чешки: Okres Karlovy Vary) е един от 3-те окръга на Карловарски край, Чехия и има площ 1514,95 km2 и население 116 340 души (2016 г.). Административен център е град Карлови Вари. Населените места в окръга са 53, от тях – 12 града. Код по LAU-1 – CZ0412.

## География
Административната единица граничи на запад с окръг Хеб, на югозапад – с окръг Соколов, и двата от Карловарския край. На юг граничи с окръг Пилзен-север, а на изток и северозапад – с окръзите от Устецкия край, съответно Лоуни и Хомутов. На северозапад се намира малка част от държавната граница с Германия. Една част от територията е заета от военния полигон Храдище.

## Градове и население
Данни за 2009 г.:
| Град             | Население |
| ---------------- | --------- |
| Карлови Вари     | 53 819    |
| Остров           | 17 856    |
| Нейдек           | 8731      |
| Нова Роле        | 4157      |
| Тоужим           | 3922      |
| Яхимов           | 3376      |
| Жлутице          | 2674      |
| Бохов            | 2088      |
| Хрознетин        | 1943      |
| Абертами         | 1446      |
| Бечов над Теплоу | 981       |
| Хорни Блатна     | 704       |
| Хише             | 594       |
| Божи Дар         | 207       |

| Всего           | Жени             | Мъже             |
| --------------- | ---------------- | ---------------- |
| 124 054 (100 %) | 62 797 (50,62 %) | 61 257 (49,38 %) |

Средна гъстота – 81,89 души/km²; 82,62 % от населението живее в градове. До 1 януари 2007 г. в окръг Карлови Вари се намира и град Тепла, който е прехвърлен към окръг Хеб.

## Образование
По данни от 2003 г.:
| Вид училище                         | Брой училища |
| ----------------------------------- | ------------ |
| Детски градини                      | 57           |
| Начални училища                     | 44           |
| Гимназии                            | 3            |
| Средни училища и промишлени училища | 12           |
| Средни професионални училища        | 10           |
| Висши професионални училища         | 2            |

## Здравеопазване
По данни от 2003 г.:
| Лекари                                      | 514 |
| Болници                                     | 5   |
| Специализирани заведения за лечение и отдих | 1   |
| Зъболекари                                  | 64  |
| Аптеки                                      | 35  |

## Транспорт
През окръга преминава част от магистрала D6, както и първокласните пътища (пътища от клас I) I/6, I/13, I/20 и I/25. Пътища от клас II в окръга са II/193, II/194, II/198, II/205, II/207, II/208, II/209, II/219, II/220, II/221, II/222, II/226 и II/230.

## Реки
Реки, протичащи през окръг Карлови Вари:
- Стршела
- Охрже
- Тепла
- Ротава
- Бистрице